# Frants Rantzau (rigshofmester)
 Der er flere personer med dette navn, se Frants Rantzau.
Frants Rantzau (også Frands) (1604 – 5. november 1632 i København) var en dansk rigsråd og rigshofmester, søn af rigsråd Breide Rantzau.
Frants Rantzau blev gift med Christian 4.s ældste datter med Kirsten Munk, Anne Cahthrine Christiansdatter. Han blev i 1627, kun 22 år gammel, rigsråd og statholder i København og fik dermed ansvaret for bl.a. orlogsværftet på Bremerholm, Tøjhuset og Provianthuset. Allerede i 1632 blev han udnævnt til rigshofmester, men samme år døde han, da han druknede i Rosenborgs voldgrav efter en fest hos kongen.

## Ekstern henvisning
- Biografi hos Dansk Biografisk Leksikon Arkiveret 19. september 2013 hos  Wayback Machine